# Путовање кроз Португалију
Путовање кроз Португалију (порт. Viagem a Portugal, 1983) путопис је португалског Нобеловца Жозеа Сарамага.

## О књизи
Овај Сарамагов познати путопис није обичан туристички водич или бедекер што се носи под руком, него много више од тога. На свом путовању кроз Португалију, њене скривене кутке и вишевековну културу, Жозе Сарамаго је ишао тамо где се увек иде, али и тамо куда се не иде готово никада. Путник истиче да није ту како би давао савете и путоказе, премда својих опсервација има напретек. Истина је, истовремено, да ће читалац овде наћи много одабраних и истанчаних описа португалских крајолика, људи, уметничке баштине и историје ове земље, што је истовремено унутрашње путовање овог великог писца кроз сопствени доживљај домовине својих предака и савременика. Српски превод представља јединствено издање у свету услед тога што, уместо предговором, започиње путописним записом из Португалије нобеловца Иве Андрића. 

Књига је опремљена фотографијама Драгољуба Замуровића.